# Midtjyske Medier
Midtjyske Medier var en dansk mediekoncern med hovedsæde i Aarhus. 
Koncernen blev dannet i 2007 ved en fusion af Århus Stiftstidende K/S og De Bergske Blade. Midtjyske Medier var en del af Berlingske Media, der ejedes af Mecom Group.
Fra 1. maj 2008 var Dorthe Carlsen ansvarshavende chefredaktør. Hun afløste administrerende direktør Per B. Jørgensen, som havde været konstitueret i stillingen, siden Midtjyske Mediers første chefredaktør Per Westergård fik nyt job som chefredaktør for Fyens Stiftstidende.
Fra 2016 er Midtjyske Medier en del af Jysk Fynske Medier.

## Udgivelser

### Dagblade
- Århus Stiftstidende
- Randers Amtsavis
- Viborg Stifts Folkeblad
- Dagbladet Holstebro-Struer
- Dagbladet Ringkøbing-Skjern
- Lemvig Folkeblad

### Ugeaviser
- Grenaa Bladet
- Holstebro Onsdag
- Lokalavisen Lemvig
- Ugeavisen Møldrup-Aalestrup
- Ugeavisen Ringkøbing
- Ugeavisen Struer
- Ugebladet Skanderborg
- Ugeposten Skjern
- Vinderup Avis
- Viborg Nyt
- Århus Onsdag
- DjurslandsPosten
- Folkebladet Djursland
- Mariager Avis
- Randers Onsdag
- Avisen Thorsø-Fårvang-Ulstrup
- FavrskovAvisen
- Ugebladet for Hinnerup og Omegn
- Vesterhavsposten

### Radio
- Radio Viborg (i Viborg)
- Favorit FM (i Holstebro og Viborg)

### Internet
- http://dinby.dk
- Alt om Aarhus
- http://Stiftenblog.dk
- http://stiften.dk
- http://amtsavisen.dk
- http://viborg-folkeblad.dk
- http://dagbladet-holstebro-struer.dk
- http://dagbladet-ringkobing-skjern.dk(Webside+ikke+længere+tilgængelig)
- http://lemvig-folkeblad.dk
- http://radioviborg.dk